# تياغو كاردوسو (لاعب كرة قدم)
تياغو كاردوسو (بالبرتغالية: Tiago Cardoso‏) هو لاعب كرة قدم برازيلي في مركز حراسة المرمى، ولد في 8 مايو 1984 في Altos, Piauí ‏ في البرازيل. لعب مع أتلتيكو باراناينسي ونادي أيه بي سي ونادي فورتاليزا.

## وصلات خارجية
- تياغو كاردوسو (لاعب كرة قدم) على موقع قاعدة بيانات كرة القدم.إي يو (الإنجليزية)
- تياغو كاردوسو (لاعب كرة قدم) على موقع Soccerway.com (الإنجليزية)